# Látky
Látky jsou kopaničářská obec na Slovensku v okrese Detva. V obci žije 537 obyvatel. První písemná zmínka pochází z roku 1715.
V obci stojí římskokatolický kostel Povýšení svatého Kříže postavený v roce 1998.